# Rivermeade
Rivermeade är en ort i republiken Irland.   Den ligger i provinsen Leinster, i den östra delen av landet, 14 km norr om huvudstaden Dublin. Rivermeade ligger 62 meter över havet och antalet invånare är 543.
Terrängen runt Rivermeade är platt. Runt Rivermeade är det tätbefolkat, med 709 invånare per kvadratkilometer. Närmaste större samhälle är Dublin, 13,6 km söder om Rivermeade. Trakten runt Rivermeade består i huvudsak av gräsmarker.